# Bóixols

El poble de Bóixols, respecte del terme d'Abella de la Conca

El poble de Bóixols forma part del municipi d'Abella de la Conca, vila a la qual ha estat unit al llarg de la història, a causa de llur pertinença des d'antic a la Baronia d'Abella. La vall on es troba el poble ocupa gairebé tot el sector nord-est del terme.
El 1812 es promulga la constitució espanyola coneguda com a Constitució de Cadis. En el seu articulat es preveu que es constitueixin els ajuntaments, en funció de la mateixa estructura existent anteriorment. En aquell moment es crea el municipi modern de Boixols i Casas de Carreu, que el febrer del 1847 fou unit al d'Abella de la Conca pel fet de no assolir els 30 veïns (es refereix a 30 caps de família). Així doncs, el municipi de Bóixols comprenia el poble i la vall de Carreu.

## Etimologia
Segons Joan Coromines el topònim "Bóixols" és d'origen romànic, i té les seves arrels en la paraula romànica que designa l'arbust o arbret del "boix", molt abundant en aquestes altes terres. El final en "-ols" deu ser un diminutiu, possiblement amb valor de col·lectiu.
Coromines també destaca que la vall de Bóixols comença al coll de Boix, cosa que reforça l'evidència de l'origen del topònim. Tanmateix, podem veure que o bé és un error, o és el Coll de Bóixols -nom actual- el que ha canviat de nom.
És un topònim que es presenta ja des d'antic amb la forma actual, o gairebé: Boxols (anys 839, 997, 1076, 1094, 1359), Buxiles (961).

## Descripció geogràfica
La vall de Bóixols s'adreça de nord a sud, i es vertebra a l'entorn del Rialb (el Riu Blanc), que es forma just dessota el poble de Bóixols per l'adjunció del riu de Pujals, que ve del nord-est, i del Riu de Collell, que ho fa del nord-oest. El Rialb, sempre cap al sud, va rebent diversos afluents (que ho són realment només quan plou): la Rasa de Bóixols, per l'esquerra, la Rasa del Coll d'Espina, per la dreta, el torrent dels Sots de la Rua, per la dreta, i tot d'altres barrancs i torrents, però que ja hi arriben dins del terme actual de Coll de Nargó, antigament de Gavarra. El Rialb, un cop ha deixat enrere la Rua, passa a ser l'eix principal del terme de la Baronia de Rialb, pertanyent a la Noguera.

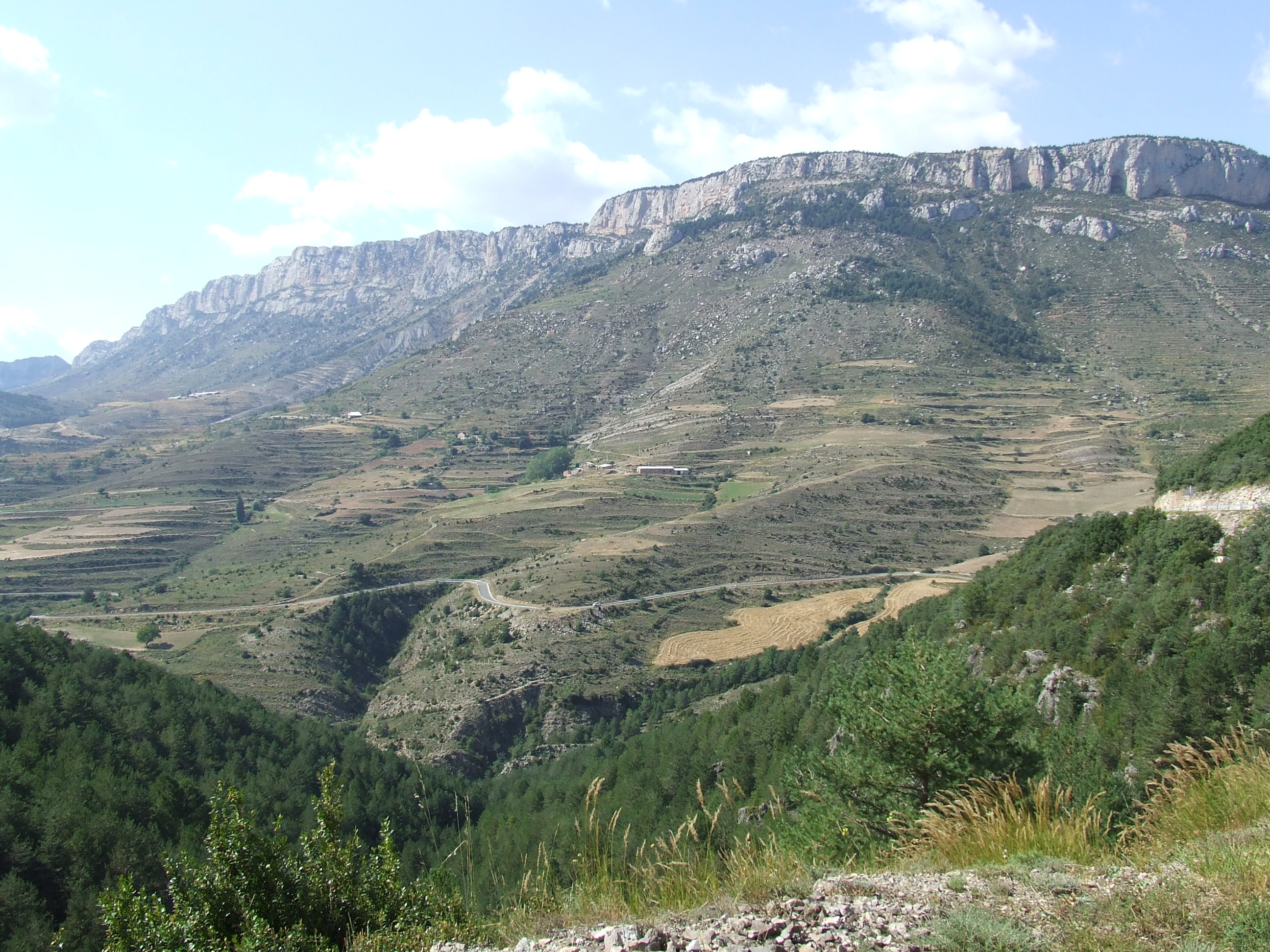
La Serra de Carreu a Gavernera

El límit nord d'aquesta vall és la continuació cap a llevant del límit sud de la vall anterior: la Serra de Carreu, però només a la seva cua de llevant, dels 1.781 m. alt. als 1.768 del Cap de Plan-de-riba i els 1.709 del Grau de Queralt. D'aquí baixa cap a la vall del Riu dels Pujals, que travessa a 1.185 m. alt., prop de la casa de la Xosa, i puja cap al Setcomelles, de 1.518. És de destacar que en aquesta baixada i pujada, travessa dues vegades la carretera de Coll de Nargó a Isona, entre els quilòmetres 19 i 21. Des del Setcomelles, de vegades anomenat los Castellans, baixa serpentejant cap al sud-oest, passant pel Coll de Bóixols, de 1.321 m. alt., el Tossal de la Devesa, de 1.353, i sempre carenant va davallant cap al Rialb, que troba a 900 m. alt. El Rialb es converteix en termenal en direcció sud en aquest punt, entre Abella de la Conca i Gavarra -actualment el Coll de Nargó-, però per poc tros, ja que quan arriba sota de la Rua, el termenal comença a pujar gradualment pel coster cap al sud-oest, per anar a trobar el cim d'Estadella, de 1.472 m. alt.
A Estadella el terme trenca del tot cap al nord-oest, va a buscar la Serra de les Carboneres, després la de les Amples de Fontlledó, però sense seguir cap línia orogràfica clara, i s'acosta al Coll d'Espina (1.261 m. alt.) i al Tossal de Moreu (1.328), des d'on la vall de Bóixols queda delimita ja pel costat de ponent, seguint tota l'estona una carena cap al nord, que va a trobar la Serra de Carreu: Coll de Faidella (1.236), extrem de ponent de la Serra de Carrànima (1.624) -la resta de la serra quedaria dins de la vall de Bóixols-, Collada Sobirana (1.356), Serra de Pi (1.287,1), Collada de la Serra del Pi (1.307), Costa de les Basses (1.397) i Coll de Guinera (1.371), abans d'enllaçar amb la Serra de Carreu a uns 1.750 m. alt.
En aquesta vall hi ha dos fragments de dos espais naturals protegits: el ja esmentat de la Serra de Carreu, al nord, a la zona de Gavernera, i el de Serra Mitjana al sud, entre el poble de la Rua i el cim d'Estadella.

### El poble de Bóixols
Dins d'aquesta vall queda l'antiga parròquia de Bóixols (que, encara que actualment depèn del rector d'Isona, conserva de fet encara la categoria parroquial), formada pel poble de Bóixols, que inclou els masos de la zona de Gavernera (el vessant boixolenc de la Serra de Carreu): Cal Badià, Cal Mascarell, Cal Moià i Cal Sol, i tot de masos dels entorns del poble: Cal Cerdà, Cal Mateu, Cal Tinyola, la Torre, la Xosa, entre els quals destaquen Can Miquel de la Borda, la Casa Mata, Cal Plomall i el Molí del Plomall, també anomenat del Pont de Bóixols, situats a prop de l'espectacular Forat de Bóixols, on hi ha un pont romànic en un marc excepcional.

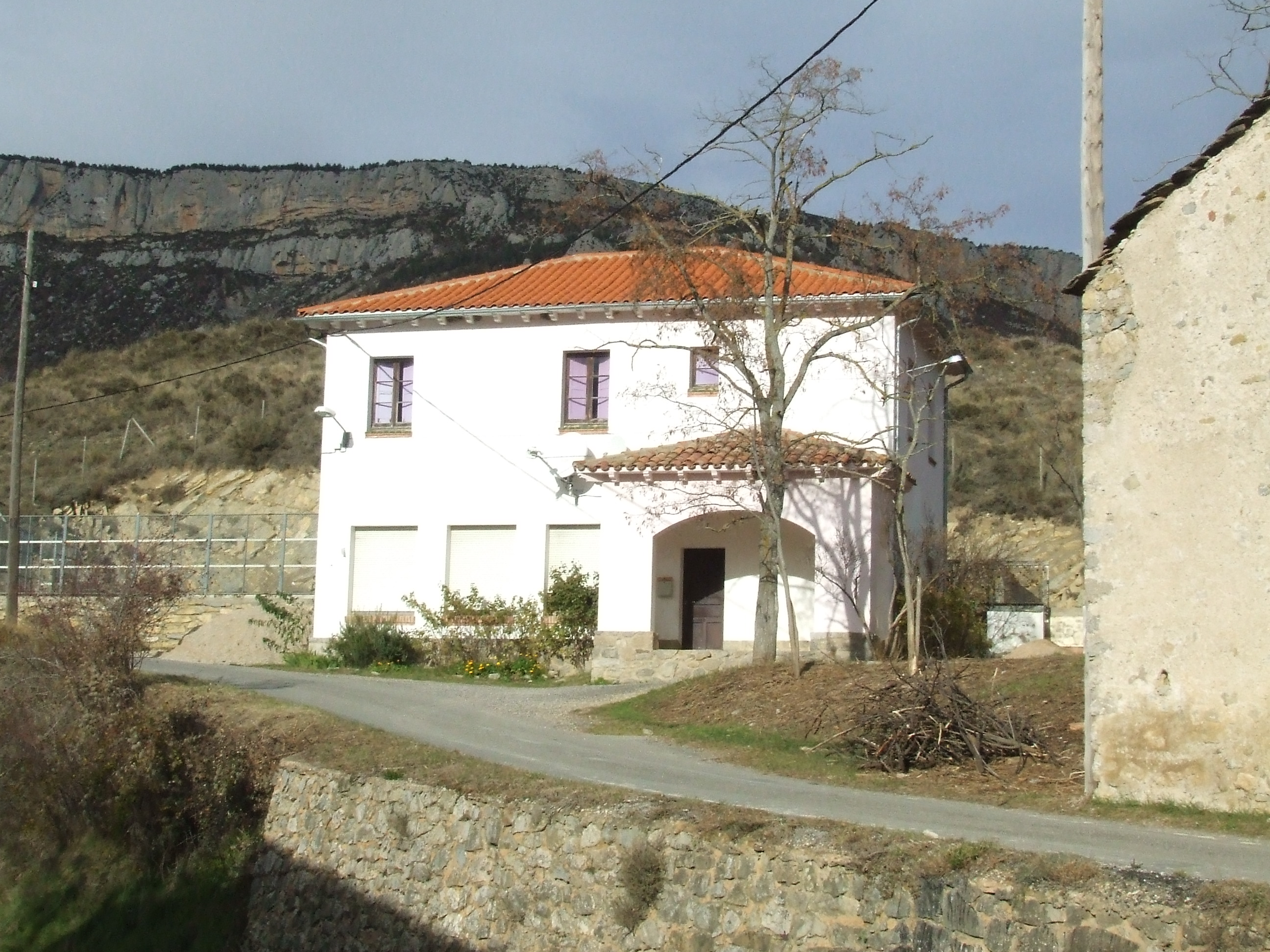
L'Escola pública de Bóixols

El poble és a 1.162 m. alt., al centre de la vall del riu de Pujals, que discorre per ponent del poble, i quasi al damunt del Forat de Bóixols. A l'indret on el riu passa més a prop del poble, la llera del riu és 50 metres per dessota, gairebé a plom, del poble. Aquest, actualment compost d'una quinzena de cases, té un sol carrer que el recorre de nord a sud. La carretera d'Isona a Coll de Nargó passa a ran de l'església, i separa el poble en dos sectors. Al nord, que queda per damunt de la carretera, hi ha la casa coneguda com a Cal Baró i l'escola pública, que és l'única de tot el municipi. Al sud, des de l'absis de l'església, baixa fortament el carrer únic fins que troba la darrera pallissa del nucli, que és on es torna a enfilar, com si volgués pujar a l'esperó de roca que tanca el poble pel sud.
L'església parroquial de Sant Vicenç de Bóixols és una obra d'origen romànic, tot i que ha sofert moltes transformacions al llarg dels segles. Té una placeta tot al seu voltant (l'antic cementiri) que la realça, malgrat ser una església força modesta. La carretera, en revolt, passa a tocar seu.

#### Cal Baró

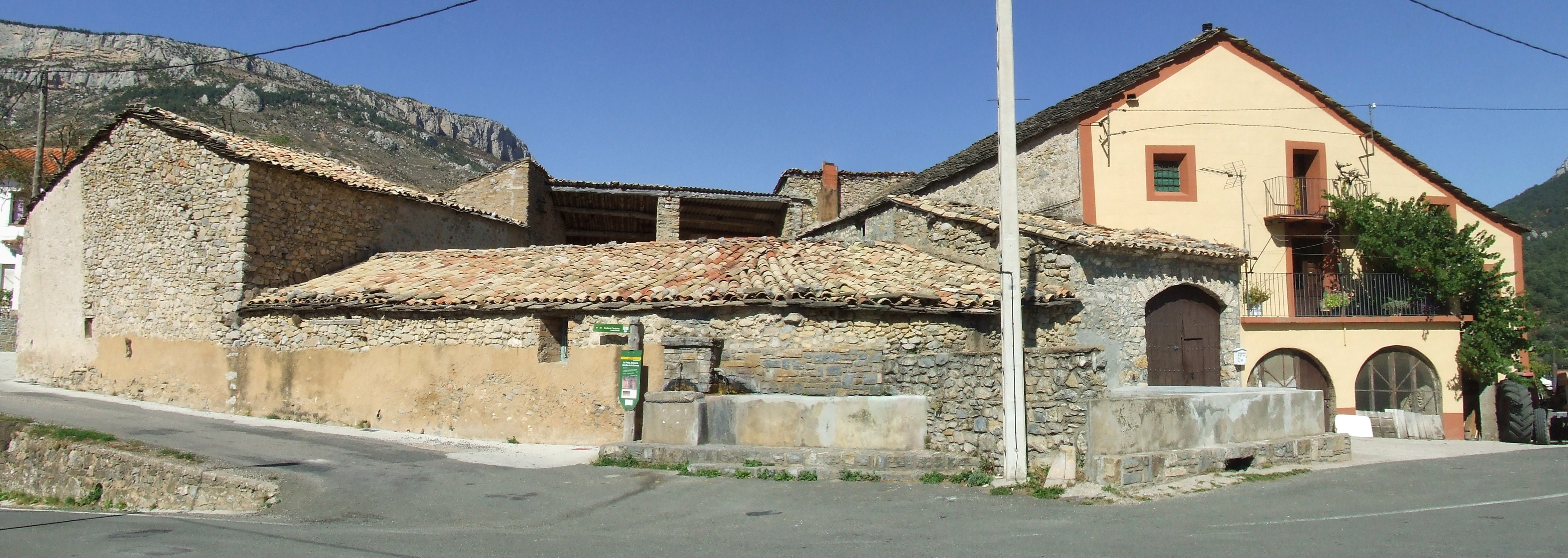
Cal Baró

La casa històricament més important de Bóixols és Cal Baró (juntament amb cal Senyor, que és on es cobraven els delmes de la baronia), i és l'única casa del poble que queda al costat nord de la carretera, davant per davant de l'església parroquial, sota mateix de l'escola i a prop del cementiri. Té capella pròpia, dedicada a Sant Josep, cosa que evidencia la importància que tingué en altres èpoques aquesta casa pairal. En efecte, l'episodi que relatarem a continuació així ho palesa.
Existeix una llegenda per a justificar l'antiga esplendor d'aquesta casa: posseïen minairons, els follets màgics del llegendari mitològic català, éssers petits que no es poden estar sense fer feina. Si no se'ls en mana, destrueixen tot el que se'ls posa per davant. Com que a cal Baró sempre els en donaven, de feina, va esdevenir una d'aquelles cases riques del poble, on es diu que els seus amos poden viure sense treballar. Cal Baró arribà a ser una casa tan acabalada, que a la capella de sant Josep, després de la missa patronal, hi havia una cerimònia que en demostrava la riquesa: els de cal Baró donaven a cada pobre que anés a trucar a casa seva en sortir de missa un pa rodó sencer, pastat i cuit a la mateixa casa.
Actualment, tanmateix, dels minairons no en queda ni rastre... Malauradament, del costum del repartiment dels pans per Sant Josep, tampoc.

#### Cases del poble de Bóixols
- Cal Baró (Cal Poca-roba)
- Cal Betes antiga fonda

- La Rectoria (Cal Silo)
- Cal Tabola
- Cal Badià

- Cal Vicent (nova)
- Cal Garramitxo (Cal Petit)

#### Masies de Bóixols
| Masies del nord i nord-oest - Cal Badia - Molí de Bóixols - Cal Carreu - Cal Cerdà - Cal Gonella - Cal Gravat - Cal Gravat del Cerdà | - Cal Mascarell - Cal Mateu - Cal Mestre - Cal Moià - Cal Pletes - Cal Sol - Cal Tinyola | Masies del sud i sud-est - Ca l'Astor - Cal Guitona, o Casa Mata - Molí de Bóixols - Cal Plomall - Molí del Plomall - Cal Valldoriola |

### Altres indrets de la vall de Bóixols

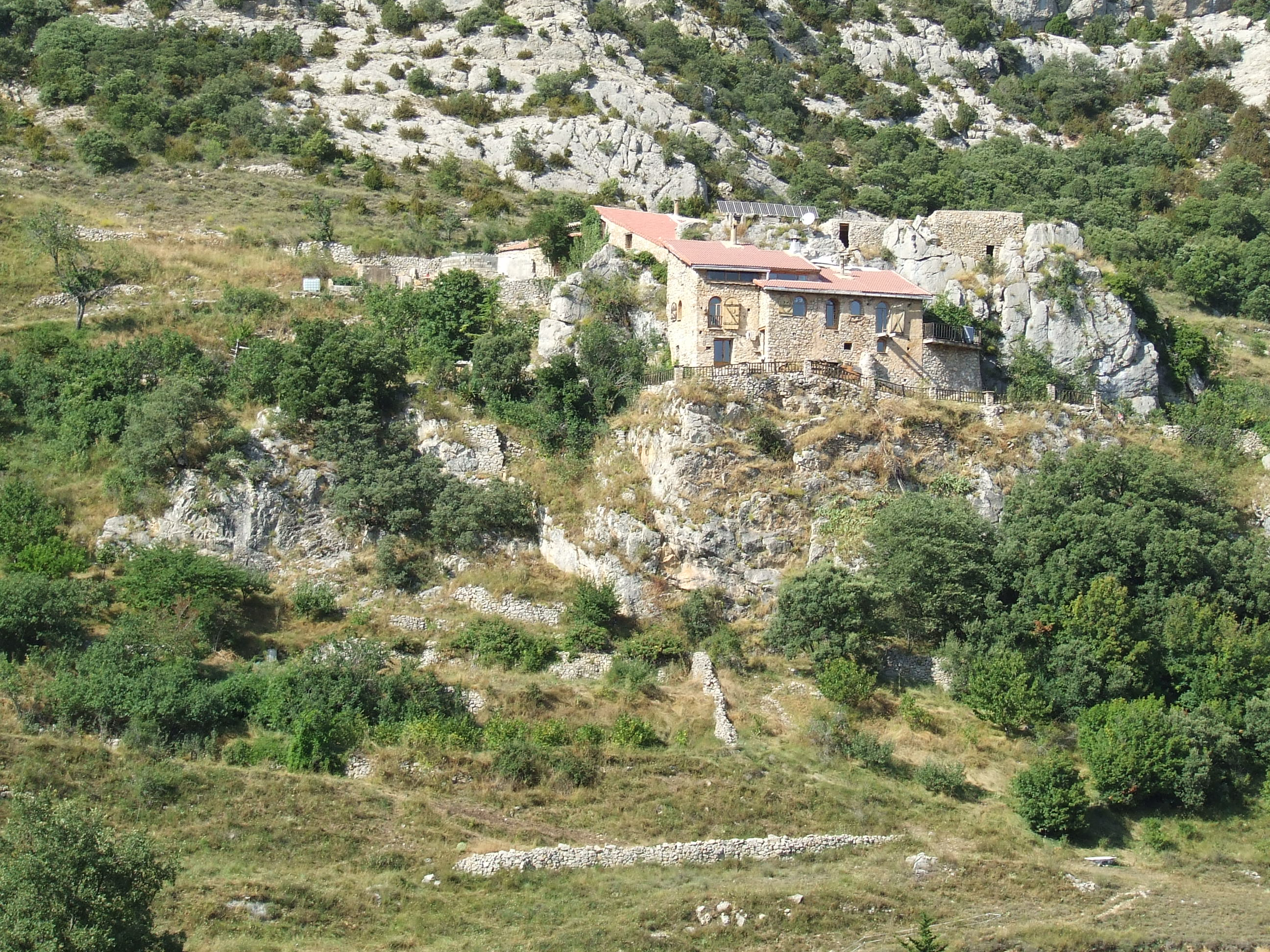
Faidella

#### Faidella
A l'extrem sud-occidental de la vall de Bóixols hi ha la masia i antic caseriu de Faidella, al damunt de la carretera a tocar del coll homònim, que inclou Ca l'Arte, i queda sota mateix del santuari de Carrànima, tot i que els millors accessos al santuari són des de Bóixols o des d'Abella. Aquesta antiga caseria havia depès sempre administrativament d'Abella de la Conca, fins i tot quan aquesta vila i Bóixols eren termes municipals separats.

#### Pont medieval, Molí del Pont i Cal Plomall
A prop i sota del poble, al Forat de Bóixols, i a un desnivell considerable, hi ha un interessant pont medieval del segle xi, en un emplaçament bell i espectacular. Just al sud hi ha la masia de Cal Plomall i encara molt a prop seu, a uns 100 metres, el Molí del Plomall, també anomenat Molí del Pont o Plomall Nou, força antic. Actualment està restaurat i habitat, amb el seu molí de farina ben conservat i catalogat. La Casa del Moli del Pont ha estat restaurada amb molt d'afecte, fent servir pedra de la mateixa muntanya; el nou teulat, de lloses i fusta, com es feia abans, i una casa integrada en el seu marc natural i paratge inoblidable. Tots tres indrets són al fons de l'afrau que es troba a migdia i a sota del poble de Bóixols, en un marc incomparable i entorn únic, on l'aigua del Rialb és la protagonista. En aquesta zona hi ha un dels pocs trossos de territori amb camps de conreu: els Trossos del Molí del Plomall.

#### La Rua
El poble de la Rua pertany a la vall de Bóixols, tot i que històricament estigué sempre lligat a Abella de la Conca. Té article propi.

#### Altres indrets

##### Clots
- Clot d'Espinauba
- Clot d'Oriol
- Clot del Pi
- Clot del Tinyola
- Clot del Vicent
- Clot de la Viuda.

## Història
La història de Bóixols coincideix en gairebé tots els seus passos amb la d'Abella de la Conca, atesa la inclusió de les dues poblacions en el mateix terme senyorial de la Baronia d'Abella, però a continuació n'individualitzem alguns dels seus trets més propis.
El primer esment que se'n té és del 961, Buxiles, i la segona, del 997, en unes afrontacions de la vila de Sallent, del terme de Montanissell. Entre aquesta data i el 1110, pràcticament tots els esments són referits al castell de Bóixols, situat a l'extrem meridional del poble actual, en el turó que tanca el poble per aquell costat. A partir del segle xii també és l'església de Sant Vicenç, la que apareix en nombroses cites.
En el fogatge general de Catalunya del 1378, Bóixols té 9 focs. Al cap de cent anys, en el fogatge de 1497, no hi apareix, segurament inclosos en els d'Abella, però les xifres fan veure un descens de població important. En el fogatge del 1553, Bóixols declara 5 focs laics. Cal recordar que, grosso modo cal comptar cinc habitants per foc, per fer-se càrrec de la població real d'aquells anys. El 1708 Bóixols tenia 17 cases, i el geògraf Josep Aparisi dona els llocs d'Abella, Bóixols i Sant Romà com a constituents d'un dels termes de la comarca.
La Guerra de Successió va viure com tota la Conca es decantava per l'Arxiduc Carles d'Àustria. Tanmateix, hi va haver partides de paisans armats filipistes, coordinats pel sotsveguer botifler del Pallars. En un informe d'aquest a la superioritat, afirma que el Bayle de Abella, este mató dos voluntarios. Diversos pallaresos se significaren prou entre els austriacistes, entre els quals destaca Joan Benet Erill, de Cal Baró de Bóixols, que obtingué de l'Emperador el títol de Baró de Sant Cristòfol. Aquest títol és el que dona el nom de la casa pairal. Felip V anul·la aquest títol de noblesa, però Joan Benet Erill el continuà utilitzant, com també feu el seu fill Jaume Joan Erill i Mitjana i el seu net Josep Erill i Feu.
Acabada la guerra, en el cens del 1716 consten a Bóixols, 15 cases i 29 persones, i en el.cens del Marqués de Campoflorido, del 1717, Bóixols té 9 homes (caps de casa), 1 cavaller i 3 pobres. El cavaller és, sens dubte, el que hem esmentat en el paràgraf anterior.
En el cens de Floridablanca, del 1787, Bóixols té 109 habitants. La recuperació demogràfica, malgrat tants d'episodis d'agitació, és evident. Aquest cens està molt ben fet i detalla amb precisió el sexe, les edats i ocupacions d'aquestes persones. A Bóixols hi consten 19 pagesos, 4 jornalers, 4 criats, 1 tinent capellà i 1 persona amb fur militar (possiblement és encara l'Erill de Cal Baró).
Els dos primers terços del segle xix foren esplendorós per al terme d'Abella de la Conca, però sobretot per al cap municipal, que experimentà una forta creixença i evolució. Bóixols, en canvi, es mantingué més estable, amb una davallada coincident amb el més fort augment d'Abella: 148 habitants el 1830 i 120 el 1842.
Poc abans de la meitat del XIX passaren per Bóixols els col·laboradors de l'eminent geògraf Pascual Madoz. En el moment de descriure l'ajuntament de Boixols y Casas de Carreu diuen que formen el poble 39 cases de mala fàbrica i cap comoditat interior; d'elles, 16 formen un sol carrer desigual, sense empedrar i brut, al llarg del camí de ferradura que va de la Conca de Tremp a la Seu d'Urgell. 10 cases més són separades cap al nord, apartades les unes de les altres, 6 més disseminades per tot el terme, i 7 en el bosc de Carreu. Totes molt miserables, però les apartades de la població semblen veritables barraques o coves obertes a la roca viva. Hi citen 20 veïns (caps de casa), amb 120 ànimes (habitants).
El 1860 i apareixen 76 habitants, i 130 el 1887. El 1900 hi consten ja tan sols 69 habitants (ara bé, en aquell any es van comptabilitzar a part els 38 de la Rua). Sens dubte una part dels boixolencs se n'anà a Abella, atreta per les iniciatives del Baró d'Abella.
D'aleshores ençà, el poble de Bóixols anà baixant gradualment de nombre d'habitants, fins als anys vuitanta del segle xx, quan una onada de neorurals s'instal·la en el poble, cosa que suposà una important recuperació demogràfica, fins a atènyer els actuals 47 habitants. Tan important, que l'escola de Bóixols, que havia estat suprimida, tornà a obrir les portes, a causa del nombre d'infants existent en el poble. És l'actual CEiP de Bóixols, pertanyent a la ZER (Zona d'escolarització rural) del Pallars Jussà.

## Festes
La Festa Major de Bóixols se celebra el 15 i 16 d'agost, però el dia de Sant Vicenç, 22 de gener, a la tarda, se celebra la festa litúrgica.
El dia de Pentecostes, que és set setmanes després de pasqua, se celebra l'aplec de l'ermita de Carrànima, que és la festa dels d'Abella i dels de Bóixols.

## Serveis turístics
Bóixols no disposa de cap mena de servei turístic. Una casa de turisme rural, dins del territori de Bóixols, era a l'antiga masia de Ca l'Astor, situada a llevant, a prop del Coll de Bóixols. El 2011 ha romàs tancada.

## Comunicacions
Fora del transport escolar, que uneix Faidella i Ca l'Astor amb Bóixols i Isona, no hi ha cap mena de transport públic que passi pel poble.
La carretera L-511 (Isona - Coll de Nargó) passa pel poble. Isona és a 16,5 quilòmetres i Coll de Nargó a 23,5. Abella de la Conca és a 14,5 quilòmetres, accessible per una carretera local que surt de la que acabem d'esmentar a 3 quilòmetres d'Isona. També uneixen Bóixols i Abella un parell de pistes rurals, generalment en bon estat, però de difícil accés segons quines èpoques de l'any.